# Club Deportivo Social Sol
El Club Deportivo Social Sol es una institución deportiva de la ciudad de Olanchito, Departamento de Yoro, Honduras. Fue fundada el 13 de abril de 1968 y participa en la Liga de Ascenso de Honduras, luego de una temporada en la Liga Nacional de Honduras.
Para sus partidos en condición de local, el Social Sol utiliza el Estadio San Jorge de Olanchito, que cuenta con una capacidad para albergar 10,000 personas.
El 12 de junio de 2016 consigue ascender a la Liga Nacional de Honduras, luego de superar en la Final de Ascenso de 2016 al Alianza Becerra en la tanda de penales por 5 a 4.
Su máximo rival en Liga Nacional es el Honduras Progreso, con el que disputa el denominado por los medios de comunicación Clásico Yoreño. Aunque su rivalidad histórica y de mayor tradición la tiene con el Yoro Fútbol Club.

## Historia

### Fundación
El 13 de abril de 1968 se fundó el Comejamo en la Liga Mayor de Olanchito. Después en el año 1986, logró su ascenso a la Liga de Ascenso de Honduras, que fue su casa por muchos años, estando cuatro veces cerca de llegar a la Liga Nacional: una contra Real Juventud (Clausura 2008) y otra más contra Necaxa (Clausura 2009), final que perdió en el Estadio Nacional de Tegucigalpa.

### Primer Título
En el torneo Apertura 2015 el Social Sol termina segundo en su grupo ("A" Norte), teniendo que jugar un repesca ante el tercero del Grupo "B" Sur siendo este el Valle Fútbol Club. En el primer partido se enfrentan en Nacaome y el Social Sol sale victorioso con un 1-3. Para la vuelta vuelve a ganar, esta vez con un contundente 3-0 y 6-1 global. Ya en cuartos de final se enfrenta al líder de su grupo el Tela Fútbol Club. En Olanchito, se impone 3-2 y sorpresivamente en Tela saca un empate 2-2 y gana el global 5-4. En la semifinal se enfrenta al Club Deportivo Gimnástico quien fue líder de su grupo ("B" Sur). En la ida gana 3-1 llenando de mucha esperanza a sus aficionados. Ya en la vuelta cae derrotado por 1-0 en Tegucigalpa pero aun así logra pasar a la gran final con un 3-2 global. Luego jugaría en la final a partido único en el Estadio Yankel Rosenthal de San Pedro Sula frente al Deportes Savio quien fue líder del Grupo "B" Norte. En la final empieza ganando muy temprano, al minuto 7 pero un minuto después el Deportes Savio empata. En el segundo tiempo el Deportes Savio anota al minuto 70. Cuando todo parecía perdido, al último minuto anotó el Social Sol forzando los tiempos extras y posteriormente los penales. En los penales gana 4-3 y se corona por primera vez en su historia.

### Ascenso
En el siguiente torneo, el Social Sol se vuelve a clasificar a cuartos de final, pero esta vez como líder de su grupo, evitando así el repechaje. En cuartos de final, se enfrenta de nuevo al Club Deportivo Gimnástico, al que campeón enfrentado el torneo pasado. En el primer partido, en Tegucigalpa, el Club Deportivo Gimnástico ganó por 1-0, pero en Olanchito el Social Sol se mostró muy contundente y goleó 5-0 al Club Deportivo Gimnástico. Así avanzó a semifinales, y se enfrentó al Alianza Becerra, también como el Club Deportivo Gimnástico del Grupo "B" Sur. Empezaron jugando en Olanchito, donde ganó el Social Sol por un cerrado marcador de 2-1. Ya en Juticalpa, el Alianza Becerra ganó por 3-2, obligando los tiempos extras y posteriormente los penales (quedaron 2-1 en tiempo normal). En penales, el Alianza Becerra superó por 5-4 al Social Sol, eliminando al campeón pero dejándolo con la oportunidad de pelear el ascenso en la finalísima.
El Alianza Becerra fue el que superó al Parrillas One y quedó campeón del Torneo Clausura. La final se jugó en el Estadio Olímpico Metropolitano de San Pedro Sula. La afición del Social Sol era mucha más que la del Alianza Becerra, dándole una ligera ventaja al equipo de Social Sol. Ya en el partido, el Social Sol empezó ganando al minuto 5, pero el Alianza Becerra empató al minuto 70, forzando como en el último partido tiempos extras y posteriormente penales. En penales el Social Sol ganó 5-4, aunque se lanzaron 8 penales por cada equipo. Esto significó el histórico ascenso del Social Sol a Liga Nacional por primera vez en su historia.
Equipo que ascendió
| Alineación 4-3-1-2: Arquero: - Denis García Defensores: - Noé Enamorado - Samir Martínez - Emere Robles - Allan Cárcamo Mediocampistas: - Micher Antúnez - Yossimar Orellana - Romário Cavachuela - Shalton Arzú Delanteros: - Olvin Martínez - Kenrick Cárcamo Entrenador: - Carlos Orlando Caballero |  | García Enamorado Robles Martínez Cárcamo Antúnez Arzú Orellana Cavachuela Martínez Cárcamo |
| García Enamorado Robles Martínez Cárcamo Antúnez Arzú Orellana Cavachuela Martínez Cárcamo |  |                                                                                            |

### Debut en Primera División
El debut de Social Sol en Liga Nacional fue el 29 de julio del 2016 visitando a Olimpia en el Estadio Tiburcio Carías Andino de Tegucigalpa, el conjunto de Olanchito cayó por 3 goles a 2, a pesar de haber comenzado ganando por 2 goles a 0 (anotaciones de Romário Cavachuela y Cristopher Urmeneta). El siguiente partido fue ante el también conjunto yoreño Honduras Progreso en la cancha del Estadio San Jorge y se perdió por 1 gol a 0. Estuvo cerca de igualar la racha del peor equipo ascendido en torneos cortos, pero finalmente en la quinta jornada del Apertura 2016 sumó su primer punto empatando a cero goles contra el Vida de La Ceiba. Anteriormente, había perdido 0-1 y 2-1 contra el Platense y Real España respectivamente. Luego del empate, perdió 1-0 contra el Motagua y consiguió su segundo punto contra la Real Sociedad 0-0 en Olanchito. Tuvo 7 derrotas consecutivas luego de su segundo punto, perdiendo contra el Juticalpa 3-1, partido donde renunció el técnico Orlando Caballero quien había ascendido al equipo, 0-1 contra el Marathon, 1-2 contra Olimpia, donde empezaría a dirigir Horacio Londoño, 1-0 contra Honduras Progreso, 2-0 contra el Platense, donde renunciaría Horacio Londoño ya que el equipo era muy malo, dejando como técnico al asistente técnico Gustavo Gallegos que dirigiría el resto de los partidos, 0-3 contra Real España y 3-1 contra el Vida, hasta que por fin, llegó su primera victoria histórica en Liga Nacional, 15 partidos después de su debut derrotó 3-2 al Motagua, poniendo a celebrar a la ciudad de Olanchito. Luego de su histórica victoria, le arrancó un punto a Real Sociedad en Tocoa, consiguiendo un histórico primer punto jugando de visita. Los jugadores fueron premiados en vista de su buen desempeño y eso no terminaría ahí, luego consiguieron su segunda histórica victoria al derrotar 1-0 al Juticalpa con gol de Cesar García.

## Estadio

Vista a la tribuna popular del Estadio San Jorge.

El estadio queda ubicado en el centro histórico de la ciudad de Olanchito, entre el Instituto Francisco J. Mejía y la Plaza Cívica de Olanchito. El Estadio Municipal San Jorge cuenta con una capacidad para albergar a 10 000 espectadores. En el año 2012 sirvió para los partidos de local del Club Deportivo Victoria de La Ceiba, siendo ésta la segunda ocasión en que se utilizó para partidos de la Liga Nacional de Honduras, puesto que desde 1987 –tras la desaparición del EACI– nada más se había utilizado para juegos de la Liga de Ascenso y de la Liga Mayor de Ascenso. El estadio cuenta con dos tribunas; en la principal se encuentran los palcos dirigenciales y de transmisión, además cuenta con sistema de techado. Mientras que en la otra tribuna, que es en la que normalmente se coloca la barra del Social Sol, no se cuenta con butacas ni techado. A partir del Torneo Apertura 2016 de la Liga Nacional, el estadio volvió a albergar partidos de primera división, pero esta vez con el Social Sol como anfitrión.

## Uniforme
- Uniforme titular: Camiseta amarilla, pantalones verdes y medias amarillas.

- Uniforme alternativo: Camiseta roja, pantalones verdes y medias amarillas.

|  | Histórico |  | Histórico |

### Uniformes recientes
- 2015-2016

| Titular | Alternativo |  |

- 2014-2015

| Titular | Alternativo |  |

### Patrocinadores principales
| Patrocinador(es)          |
| ------------------------- |
| * Pepsi                   |
| * Banco de Occidente      |
| * Repuestos del Atlántico |

## Datos del club
- Temporadas en Liga Nacional: 1 (2016-2017)
- Temporadas en Liga de Ascenso: 30 (1986-2016)
- Temporadas en Liga Mayor: 18 (1968-1986)
- Estadio: Estadio San Jorge
- Títulos de Liga de Ascenso: 1 (Apertura 2015)
- Fecha de fundación: 13 de abril de 1968

## Jugadores

### Plantilla 2017
- Los equipos hondureños están limitados a tener en la plantilla un máximo de cuatro jugadores extranjeros.

### Altas y bajas: Clausura 2017
| Altas           | Altas         | Altas           | Altas                 |
| Jugador         | Posición      | Procedencia     | Tipo                  |
| --------------- | ------------- | --------------- | --------------------- |
| Francisco Reyes | Portero       | Real Sociedad   | Fin de contrato       |
| Erick Valentín  | Portero       | Platense        | Cesión                |
| Bryan Castro    | Defensa       | Marathón        | Fin de contrato       |
| Misael Ruiz     | Defensa       | Olimpia         | Rescisión de contrato |
| Rogelio Juárez  | Defensa       | Moca            | Libre                 |
| Néstor Martínez | Mediocampista | Platense        | Fin de contrato       |
| Abner Méndez    | Mediocampista | Platense        | Fin de contrato       |
| Luis Lobo       | Mediocampista | Platense        | Traspaso              |
| Darold Alfaro   | Delantero     | Atlético Limeño | Traspaso              |
| Orlindo Ayoví   | Delantero     | Villanueva      | Traspaso              |
| Roberto Riascos | Delantero     | Parrillas One   | Traspaso              |

| Bajas               | Bajas         | Bajas             | Bajas                 |
| Jugador             | Posición      | Destino           | Tipo                  |
| ------------------- | ------------- | ----------------- | --------------------- |
| Donaldo Morales     | Portero       | Platense          | Rescisión de contrato |
| Denis García        | Portero       | Platense          | Fin de cesión         |
| Julio Barrios       | Defensa       | Atlético Pinares  | Rescisión de contrato |
| Bayron García       | Defensa       | Real España       | Fin de cesión         |
| Kelly Centeno       | Defensa       | Deportes Savio    | Traspaso              |
| Enil García         | Defensa       | Bandera de ?      | Fin de contrato       |
| Romário Cavachuela  | Mediocampista | Deportes Savio    | Traspaso              |
| Gerson Díaz         | Mediocampista | Deportes Savio    | Rescisión de contrato |
| Christopher Anariba | Mediocampista | Honduras Progreso | Fin de cesión         |
| Juan Carlos Arzú    | Delantero     | Bandera de ?      | Rescisión de contrato |
| Víctor Arzú         | Delantero     | Bandera de ?      | Fin de contrato       |
| Juan Manuel Munguía | Delantero     | Bandera de ?      | Fin de contrato       |
| Carlos Ramírez      | Delantero     | Bandera de ?      | Fin de contrato       |
| Román Valencia      | Delantero     | Real España       | Fin de cesión         |

## Palmarés

### Campeonatos nacionales
| Torneos nacionales                | Títulos        | Subcampeonatos                                    |
| --------------------------------- | -------------- | ------------------------------------------------- |
| Liga de Ascenso de Honduras (1/4) | Apertura 2015. | 1999, Apertura 2004, Clausura 2008, Clausura 2009 |
| Supercopa Diez (0/1)              |                | Apertura 2016                                     |

### Campeonatos regionales
- Liga Mayor de Olanchito (1): 1986